# Robin Vada
Pour les articles homonymes, voir Robin et Vada.
Robin Vada est une actrice, réalisatrice et productrice américaine. 

## Biographie
En 2015, Robin Vada co-réalise avec Ian Stout son premier long métrage, Actual Reality.

## Filmographie
| année | film               | actrice | réalisatrice | productrice | notes           |
| ----- | ------------------ | ------- | ------------ | ----------- | --------------- |
| 2014  | Portland Film Beat | -       |              |             | série télévisée |
| 2015  | Roomies            |         | Oui          |             | court métrage   |
| 2015  | Actual Reality     | Dolly   | Oui          | Oui         | long métrage    |